# Poppy Plijster
Poppy Plijster (Engels: Poppy Pomfrey) is een personage uit de Harry Potterboekenreeks van J.K. Rowling. Ze heeft de leiding over de ziekenzaal van Zweinsteins Hogeschool voor Hekserij en Hocus-Pocus. Ze wordt neergezet als een strenge en capabele vrouw die haar beroep zeer serieus neemt.
Harry en zijn vrienden hebben vaak de zorg van mevrouw Plijster nodig, door de vele gevaarlijke gebeurtenissen op zowel het Zwerkbalveld als in de verdere Toverwereld. 
Poppy Plijster komt in de verfilming van het eerste boek niet voor, in het boek zelf echter wel. In de verfilming van deel twee wordt de rol vertolkt door actrice Gemma Jones.

## Rol in de boeken

### Harry Potter en de Steen der Wijzen
Ron brengt een bezoekje aan de ziekenzaal wanneer hij is gebeten door Norbert, het babydraakje van Hagrid. Hij vertelt haar echter dat hij gebeten is door een hond omdat hij Hagrid niet wil verraden (het houden van draken is illegaal).
Harry ligt drie dagen op de ziekenzaal na zijn gevecht met professor Krinkel. Plijster wil liever geen bezoek bij Harry laten, en vooral Ron en Hermelien niet.

### Harry Potter en de Geheime Kamer
Wanneer Gladianus Smalhart alle botten uit Harry's rechterarm had verwijderd in een poging de (gebroken) arm te genezen, moet Harry weer naar de ziekenzaal. Hij moet een nachtje blijven en Skelettine drinken, een bijzonder vieze toverdrank die de botten terug laat groeien.
Hermelien brengt ook enige tijd door op de ziekenzaal wanneer ze per ongeluk een kattenhaar in haar Wisseldrank heeft gedaan en dus veranderd is in een kat; wisseldrank hoort alleen te worden gebruikt voor mens-in-mens-transformaties. Hermelien komt later ook weer in de ziekenzaal terecht wanneer ze Versteend is door de Basilisk.

### Harry Potter en de Gevangene van Azkaban
Harry moet een nacht ter observatie blijven, nadat hij is aangevallen door dementors.
Ron breekt zijn been wanneer Sirius Zwarts hem meesleurt in de tunnel die onder de Beukwilg loopt. Hij wordt uiteindelijk naar madame Plijster gebracht die zijn botbreuk snel en pijnloos geneest.

### Harry Potter en de Vuurbeker
Na de eerste opdracht verzorgt madame Plijster Harry in de "ziekentent". Hij wordt samen behandeld met Fleur Delacour, Viktor Kruml en Carlo Kannewasser. Fleur en Viktor hadden slechts wat schrammetjes, Carlo had zich verbrand en Harry had een geblesseerde schouder.
Wanneer Harry terugkeert naar Zweinstein na het volbrengen van de derde opdracht van het Toverschool Toernooi is hij zodanig geblesseerd en geshockeerd dat hij naar de ziekenzaal moet.

### Harry Potter en de Orde van de Feniks
Nadat Professor Anderling was aangevallen door Dorothea Omber zei madame Plijster dat ze in staat was om uit protest haar ontslag in te dienen, ware het niet dat ze bang was dat de leerlingen niet zonder haar konden.

### Harry Potter en de Halfbloed Prins
Wanneer Ron per ongeluk wordt vergiftigd door Professor Slakhoorn helpt madame Plijster hem weer op de been. Harry krijgt een Beuker op zijn hoofd tijdens Zwerkbal en is ook kort aan de goede zorg van Poppy Plijster overgeleverd.
Plijster is zeer ontdaan over de dood van Albus Perkamentus en barst in tranen uit wanneer ze hoort dat Severus Sneep hem heeft vermoord door de spreuk "Avada Kedavra" te gebruiken.